# Marc Degryse
Marc Gabriel Degryse (Roeselare, 4 de setembro de 1965) é um ex-futebolista belga.

## Carreira
Sua carreira como jogador inicia-se em 1983, no Club Brugge. Ficou lá por seis anos até se transferir para o principal clube de seu país, o Anderlecht, nesse último ano.
Degryse também jogou por Sheffield Wednesday, PSV Eindhoven e Gent até se despedir como jogador em 2002, no Germinal Beerschot.

## Seleção
Degryse foi convocado para a Seleção Belga pela primeira vez em 1984, um dia antes de seu aniversário de dezenove anos. Seu debut aconteceu em um amistoso contra a Argentina. Disputou duas Copas do Mundo pelos Les Diables Rouges. Deixou de vestir a camisa belga em 1996.